# .45 (فلم)
.45 هو فلم إثارة أمريكي مستقل صدر عام 2006، كتبه وأخرجه غاري لينون، وقام ببطولته كل من ميلا جوفوفيتش، أنجوس ماكفادين، عايشة تايلور، ستيفن دورف، وسارة سترينج. تم عرض الفلم سينمائيًا في اليونان، تايوان، سنغافورة، اليابان، كوريا الجنوبية، والمكسيك.

## القصة
بيغ آل (أنجوس ماكفادين)، وصديقته كات (ميلا جوفوفيتش)، هما مجرمان صغيران يتاجران بالأسلحة والبضائع المسروقة في كوينز، مدينة نيويورك بينما يتجنبان بمهارة قسم شرطة نيويورك ومكتب الكحول والتبغ والأسلحة النارية والمتفجرات. فيك (سارة سترينج)، هي صديقة كات وعشيقتها السابقة التي لا تزال معجبة بها وتكره بيغ آل.
يتم القبض على بيغ آل تقريبًا في عملية احتيال للشرطة، لكنه يُطلق سراحه عندما يدركون أنه غير مسلح... حيث كانت كات تحمل الأسلحة. عند عودتهما إلى المنزل، يمسكان بسارق يحاول إخراج التلفاز من النافذة، فيقوم بيغ آل بضربه. يتصلان بالشرطة ويعنفانها لعدم القبض على 'المجرمين الحقيقيين'، وكل ذلك بينما يكونان محاطين بالبضائع المسروقة التي تشكل مصدر رزقهما. يلتقي بيغ آل بشريكه القديم، ريلي (ستيفن دورف)، ويسرقان سيارة بينما يحاول بيغ آل إقناعه بالعودة لمساعدته في إدارة تجارة الأسلحة.
لكن كات لديها خطط خاصة بها؛ فهي تريد بيع الأسلحة بنفسها للانتقال إلى حي أفضل. تلتقي بجوزيه (فينسنت لاريسكا)، تاجر المخدرات ومنافس بيغ آل، وتبيعه سلاحًا. ومع ذلك، يلاحظ كلانسي (توني مونش)، المخبر المحلي الذي يعمل لدى بيغ آل، ذلك. تعود كات إلى المنزل وتتظاهر بأنها كانت مع فيك، مما يزعج بيغ آل.
عندما يأتي جوزيه بجرأة إلى كات، يقوم بيغ آل وكلانسي وأصدقاؤهم بمعاقبته عن طريق قطع أصابعه على ما يبدو. يعود بيغ آل إلى المنزل في وقت لاحق، وبناءً على تعليقات من كلانسي، يتهم كات بممارسة الجنس مع جوزيه ويعتدي عليها. في اليوم التالي، تأتي فيك وريلي لتعزيتها لكن بيغ آل يصل إلى المنزل ويؤدي الشجار إلى إطلاق النار على كات. يتم القبض على بيغ آل واحتجازه.
في مركز الشرطة، تُسأل كات من قبل ليز (عايشة تايلور)، وهي عضو في مجموعة حماية النساء المعنفات التي تقدم الحماية عبر الملجأ أو أمر المحكمة. تشرح ليز أن بيغ آل لا يحبها حقًا، وأنها كانت في زواج مسيء بنفسها. ترفض كات تقديم شكوى لكنها تقرر مغادرته.
يتسلل بيغ آل عبر النافذة بينما هي تحزم أمتعتها ويهددها بالقتل إذا غادرت. عندما تصل ليز وفيك لأخذها، يقنع بيغ آل كات بأن تخبرهم أنها تريد البقاء.
تضع كات خطة لإغراء فيك، ريلي، جوزيه وليز، وتخبر كل واحد منهم أنها ستفعل أي شيء للتخلص من بيغ آل. بعد إقناع بيغ آل بالبقاء في المنزل مساءً، يأخذ شخص مقنع جاكيت بيغ آل الذي يحمل اسمه، ومسدسه المسجل عيار «.45»، ويطلق النار على كلانسي.
في اليوم التالي، يدخل بيغ آل إلى كنيسة ويهدد الكاهن. وعند خروجه من الكنيسة يتم القبض عليه بتهمة قتل كلانسي. تراقب كات، فيك، وريلي من الجانب الآخر من الشارع.
لاحقًا، يتوسل بيغ آل إلى كات للعثور على القاتل الحقيقي، مدركًا أنه قد تم الإيقاع به، لكنه لا يستطيع معرفة من فعل ذلك. تكشف كات أنها وراء الخطة، وأنها الآن المسيطرة.
فيما بعد، يتحدث ريلي وفيك عن هوية القاتل، ثم يدركان أنهما يخشيان التغيير الجذري في كات، ويقرران بدء علاقة معًا.
تلتقي كات بالقاتلة الحقيقية: كانت ليز. بعد قبلة، تقول ليز إنه يمكنهما أن تكونا معًا الآن، لكن كات تشرح أنها استخدمتها فقط وتترك ليز محطمة القلب. تتولى كات تجارة الأسلحة وينتهي الفلم وهي تعيش بجانب الشاطئ.

## الممثلون
- ميلا جوفوفيتش في دور كات
- أنجوس ماكفادين في دور بيغ آل
- ستيفن دورف في دور ريلي
- عايشة تايلور في دور ليز
- سارة سترينج في دور فيك
- فينسنت لاريسكا في دور جوزيه
- توني مونش في دور كلانسي
- كاي هوتري في دور مارج
- هاردي لاينام في دور الأب دوفيل
- دون غرينهالغ في دور فران
- نولا أوغستسون في دور غيرتي
- جون غوردون في دور داني

## الإنتاج
تم التصوير الرئيسي في تورونتو، أونتاريو، كندا، في عام 2006.

## الاستقبال
وصفت مجلة فارايتي الفلم بأنه "فلم مزدوج عن الخيانة في عالم الجريمة في هيلز كيتشن."

## روابط خارجية
- .45 على موقع IMDb (الإنجليزية)
- .45 على موقع روتن توميتوز (الإنجليزية)
- .45 على موقع نتفليكس (الإنجليزية)
- .45 على موقع ألو سيني (الفرنسية)
- .45 على موقع أول موفي (الإنجليزية)
- .45 على موقع فيلمافينيتي (الإسبانية)
- .45 على موقع قاعدة بيانات الأفلام السويدية (السويدية)
- .45 على موقع قاعدة بيانات الفيلم (الإنجليزية)
- .45 على موقع ليتربوكسد (الإنجليزية)
- .45 على موقع كينوبويسك (الروسية)